# William Dawnay (7e vicomte Downe)
William Henry Dawnay, 7e vicomte Downe (15 mai 1812-26 janvier 1857) est un homme politique britannique. 

## Biographie
Il est le fils du révérend William Dawnay (6e vicomte Downe), recteur de Sessay et Thormanby dans le Yorkshire du Nord. 
Il est élu au Parlement en tant que l'un des deux représentants de Rutland en 1841, siège qu'il occupe jusqu'en 1846. Cette année-là, il succède à son père dans la vicomté. Cependant, comme il s'agit d'une pairie irlandaise, cela ne lui donne pas droit à un siège à la Chambre des lords. 

## Famille
Lord Downe épouse Mary Isabel, fille de l'évêque Richard Bagot, en 1843. Ils ont huit fils et deux filles: 
- Hugh Dawnay (8e vicomte Downe) (1844–1924)
- Lewis Payn Dawnay (1er avril 1846 - 30 juillet 1910), Coldstream Guards, hérite de Beningbrough Hall de son oncle Payan en 1891.
- Alan Charles Dawnay (15 juin 1847 - 3 mars 1853)
- Guy Cuthbert Dawnay (26 juillet 1848-28 février 1889)
- Eustace Henry Dawnay (15 avril 1850 - 15 décembre 1928), Coldstream Guards, épouse Lady Evelyn de Vere Capell, fille d'Arthur de Vere Capell, vicomte Malden
- William Frederick Dawnay (14 octobre 1851-29 septembre 1904), milice du Staffordshire, épouse Lady Adelaide Parker, fille de Thomas Parker (6e comte de Macclesfield)
- Geoffrey Nicolas Dawnay (13 décembre 1852 - 31 décembre 1941), épouse Emily Bulteel
- Francis Herbert Dawnay (11 décembre 1853-26 juin 1914), Yorkshire Hussars, avocat
- Alice Isabell Dawnay (1855 - 8 octobre 1929)
- Edith Mary Dawnay (1856 - 15 juillet 1941), épouse Robert Grant-Suttie

Il est décédé en janvier 1857, à l'âge de 44 ans, et son fils aîné, Hugh, lui succède dans la vicomté. Lady Downe s'est ensuite remariée et est décédée en avril 1900. Lord Downe, son épouse et son deuxième mari, sont enterrés dans le cimetière de l' église de St James, Baldersby dans le Yorkshire du Nord. 